# 18 Волопаса
18 Волопаса (лат. 18 Boötis, HD 125451) — двойная звезда в созвездии Волопаса на расстоянии приблизительно 85,6 световых лет (около 26,2 парсеков) от Солнца. Возраст звезды определён как около 412 млн лет.

## Характеристики
Первый компонент (CCDM J14192+1300A) — жёлто-белая звезда спектрального класса F5IV, или F0. Видимая звёздная величина звезды — +5,3m. Масса — около 1,4 солнечной, радиус — около 1,462 солнечного, светимость — около 3,566 солнечных. Эффективная температура — около 6798 K.
Второй компонент — CCDM J14192+1300B. Видимая звёздная величина звезды — +10,2m. Удалён на 156,4 угловой секунды.

## Планетная система
В 2019 году учёными, анализирующими данные проектов HIPPARCOS и Gaia, у звезды обнаружена планета.